# Rudá Sonja
Rudá Sonja je americko-nizozemský film z roku 1985 natáčený v Itálii. Je řazen do žánru meč a magie. V hlavních rolích vystupují Brigitte Nielsen a Arnold Schwarzenegger, režisérem byl Richard Fleischer. Titulní postava filmu byla volně inspirována novelou Roberta E. Howarda Stín supa.

## Děj
Celá rodina Rudé Sonji je vyvražděna vojáky královny Gedren. Ona sama přežije a v noci ji podivný duch obdaří nadpřirozenou silou.
O mnoho později v jiném místě se kněžky rozhodují zničit talisman, nadaný obrovskou mocí. Těsně před zničením je ale jejich chrám přepaden vojskem královny Gedren, která se rozhodne talismam využít pro své dobyvačné plány. Přepad přežije jen jediná kněžka – sestra Rudé Sonji. Smrtelně raněnou ji nalezne válečník Kalidor, který jí pomůže sestru nalézt.
Rudá Sonja mezitím prodělala bojový výcvik. Od umírající sestry se dozví, že talisman je třeba zničit do 14 dnů, jinak nastane zkáza světa. Sonja se vydá na cestu, nestojí však zpočátku o Kalidorovu pomoc. Po cestě objeví ve městě, zničeném pomocí talismanu, malého prince a jeho opatrovníka. Společně i s Kalidorem, který se k nim znovu přidá, jdou do centra Gedreniny říše najít a zničit talisman.